# Горлинка
Го́рлинка (до 1948 року — Бій-Елі́; крим. Biy Eli) — село в Україні, у Білогірському районі Автономної Республіки Крим. Підпорядковане Багатівській сільській раді.

## Населення
Згідно з переписом УРСР 1989 року чисельність наявного населення села становила 78 осіб, з яких 32 чоловіки та 46 жінок.
За переписом населення України 2001 року в селі мешкала 81 особа.

### Мова
Розподіл населення за рідною мовою за даними перепису 2001 року:
| Мова              | Відсоток |
| ----------------- | -------- |
| кримськотатарська | 42,17 %  |
| російська         | 39,76 %  |
| українська        | 13,25 %  |
| вірменська        | 3,61 %   |
| молдовська        | 1,20 %   |